# Хрящевой рёберный нож
Хрящевой рёберный нож — анатомический инструмент, используемый для рассечения хрящей и других плотных тканей при аутопсии.

## Описание
Хрящевой рёберный нож состоит из массивной, чаще уплощённой, рукоятки, широкой шейки, короткого лезвия и слегка изогнутой режущей кромки. Ширина лезвия достаточно большая, относительно длины ножа, по форме напоминает лезвие большого брюшистого скальпеля. Вблизи острия режущая кромка круто изгибается; иногда со стороны обушка есть дугообразное углубление.
Общая длина ножей — 205 мм, рабочей части — 75 мм.
Входит в стандартный секционный набор.